# Lipoluhta
Lipoluhta är en ö i Finland. Den ligger i sjön Jänkynjärvi och i kommunen Villmanstrand i den ekonomiska regionen  Villmanstrands ekonomiska region  och landskapet Södra Karelen, i den södra delen av landet, 180 km nordost om huvudstaden Helsingfors. Öns area är 1,7 hektar och dess största längd är 210 meter i sydväst-nordöstlig riktning.